# Berkel en Rodenrijs

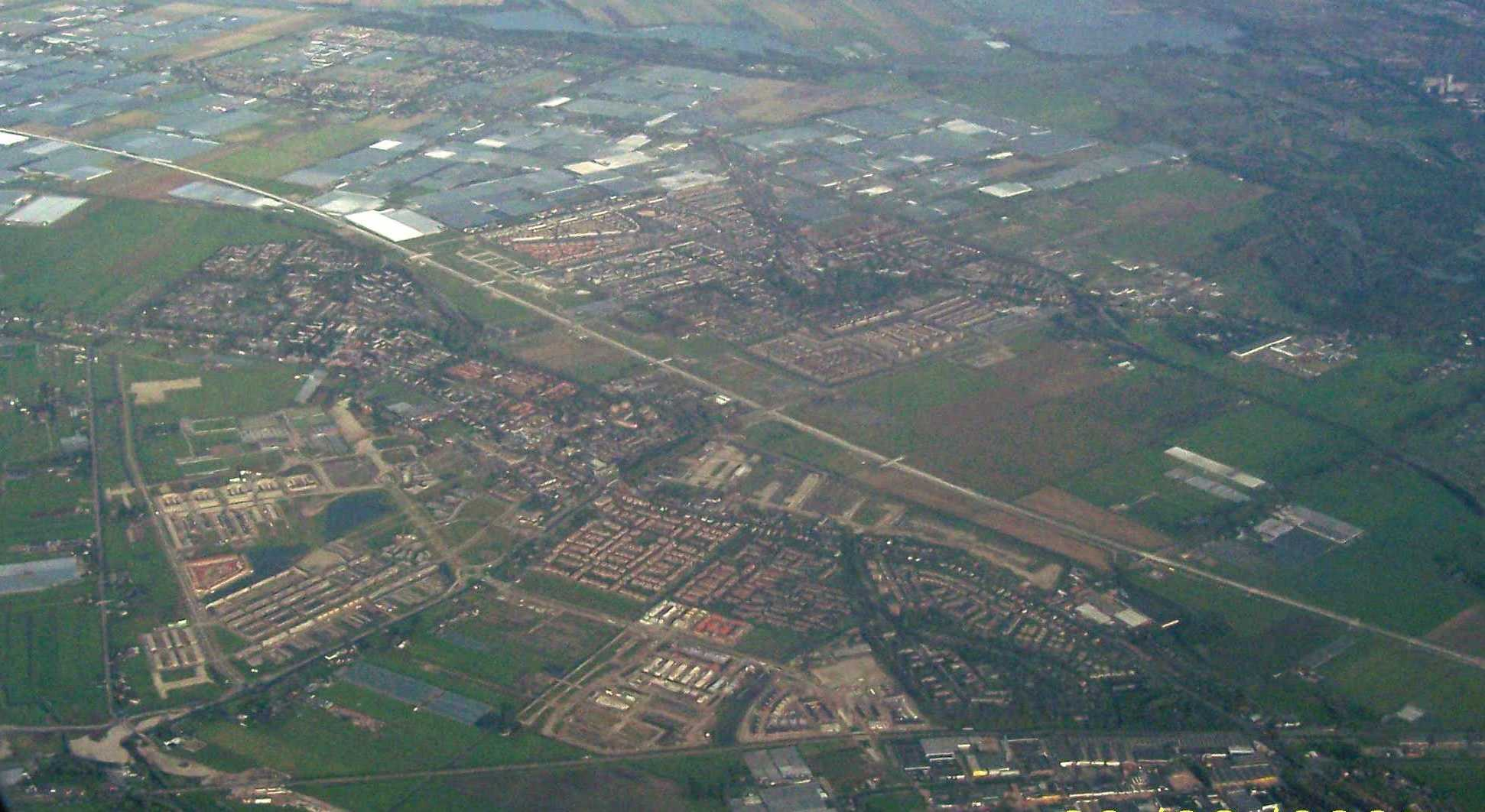
Vista aérea (2009)

Berkel en Rodenrijs é um assentamento e ex-município dos Países Baixos, na província da Holanda do Sul. Berkel en Rodenrijs pertence ao município de Lansingerland. Em janeiro de 2007, Berkel en Rodenrijs fundiu-se com as cidades vizinhas, Bergschenhoek e Bleiswijk para criar o novo município de Lansingerland.
A área de Berkel en Rodenrijs, que também inclui as partes periféricas da cidade, bem como a zona rural circundante, tem uma população estimada em 29 338 habitantes (2016).

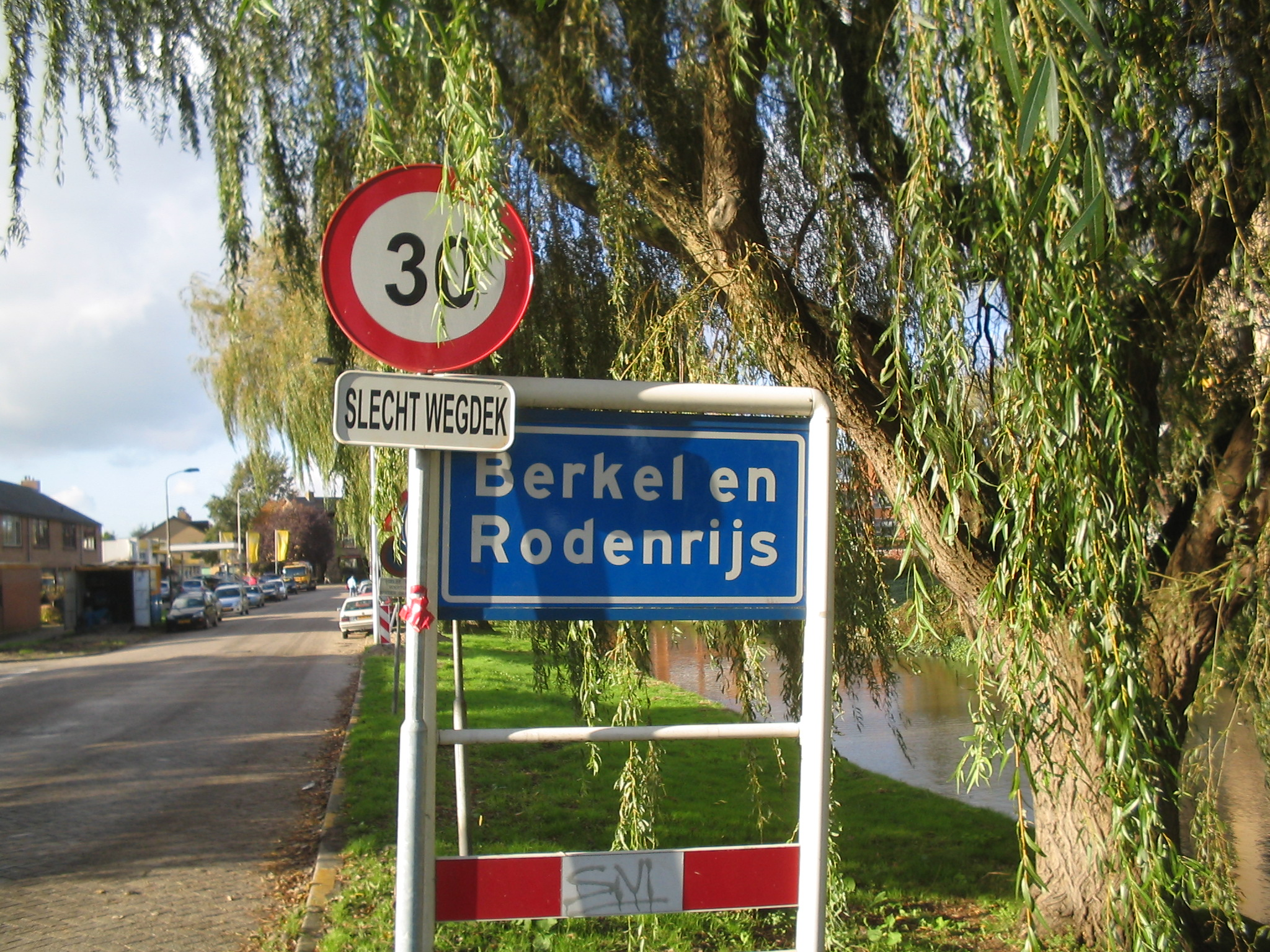
Placa da cidade